# David Albahari
David Albahari (en cirílico serbio: Давид Албахари,  Peć, 15 de marzo de 1948-Belgrado, 30 de julio de 2023)  fue un escritor y traductor Serbio, miembro de la Academia de las Artes y de las Ciencias de Serbia residente en Calgary (Canadá) desde 1994.
De origen judío, en sus escritos habla sobre temas como el holocausto. Licenciado en filología inglesa en la Universidad de Belgrado, publicó sus primeros escritos en 1973, "Short Stories".

## Novelas
- Sudija Dimitrijević, 1978.
- Cink, 1988.
- Kratka knjiga, 1993.
- Snežni čovek, 1995.
- Mamac, 1996.
- Mrak, 1997.
- Götz e Meyer, 1998.
- Svetski putnik, 2001.
- Pijavice, 2006.
- Marke, 2006.
- Ludvig, 2007.
- Brat, 2008.
- Ćerka, 2010.
- Kontrolni punkt, 2011.
- Životinjsko carstvo, 2014.

## Premios
- Premio Andrić, 1983
- Premio NIN, 1996
- Mednarodni literarni festival Vilenica, 2012
- Награда Исидора Секулић/ Nagrada Isidora Sekulić, 2014
- Друга приказна, 2016